# Lansoprazole

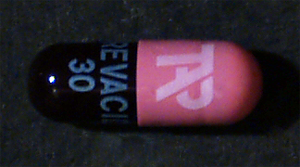
Gélule de Prévacid, 30 mg des États-Unis.

Le lansoprazole est un antisécrétoire gastrique inhibiteur de la pompe à protons.

## Histoire du médicament
Le lansoprazole a été breveté en 1984 et est entré en usage médical en 1992.

## Indications
Le lansoprazole, comme inhibiteur de la pompe à protons (IPP), est indiqué pour le reflux gastro-œsophagien symptomatique, l’œsophagite peptique de reflux, les ulcères gastriques et duodénaux, les ulcères peptiques secondaires à la prise d’anti-inflammatoires non stéroïdiens (AINS), l’éradication d’Helicobacter pylori en association avec des antibiotiques, le syndrome de Zollinger-Ellison et la dyspepsie fonctionnelle acido-dépendante.

## Contre-indication
Avec l'atazanavir, il convient de diminuer l'absorption de ce dernier.

## Efficacité
Au dosage de 30 mg, le lansoprazole atteint une inhibition de sécrétion de l'acide gastrique de 80 % après la première prise du médicament par voie orale. L'efficacité atteint 90 % après sept jours à ce même dosage.
Début juillet 2015, des chercheurs du laboratoire du professeur Stewart Cole de l'École polytechnique fédérale de Lausanne (EPFL) signalent avoir identifié l'antiacide lanzoprazole (après avoir testé par un système robotisé des milliers de médicaments agréés) comme pouvant servir de traitement antituberculeux (M. tuberculosis).